# Abhidhamma-pitaka
Az Abhidhamma-pitaka (magyarul: A kiemelt eszmék kosara) a théraváda buddhizmus legrégibb iratának, a páli kánon három pitakája (páli nyelven "kosár") közül a legutolsó. A másik két pitaka a Vinaja-pitaka (fegyelmezés kosara – 5 könyv) és a Szutta-pitaka (A vezérfonalak kosara – 5 gyűjtemény) korábban keletkeztek. Az Abhidhamma-pitaka egy részletesen kidolgozott skolasztikus gyűjtemény, amely nem filozófiai fejtegetéseket tartalmaz, hanem összefoglalókat és felsorolásokat.

## Az Abhidhamma jellege
Az Abhidhammát a filozófia, pszichológia és metafizika területeihez szokták sorolni. L. S. Cousins szerint az Abhidhamma módszertana, ismétlődésük és folyamataik helyett, előfordulásaik és történéseik szerint tekint a dolgokra.

## Eredete
A hagyomány szerint az Abhidhammát a történelmi Buddha a megvilágosodása után pár évvel tanította a magasabb szintű tanítványainak. Később  megosztotta a tudását egyik legfőbb követőjével is, Száriputtával. A többi tanítványnak Száriputta adta tovább a tanítást. Ez a hagyomány egyértelműen kiderül a Vinaja-pitaka legutolsó könyvéből, a Parivárából (Függelék).
Azonban egyes tudósok az Abhidhamma megírását az i.e. 3. század környékére helyezik, azaz a Buddha halála után 100-200 évvel. Emiatt ők azon a véleményen vannak, hogy a mű nem a Buddha szavait, sokkal inkább a tanítványai szavait adják vissza.  A bristoli egyetem egyik professzora, Dr Rupert Gethin, szerint azonban az Abhidhamma módszerének fontos elemei valóban a Buddha idejéből valók.
Mivel ez a könyv volt a páli kánon legutolsó fő része, ezért a keletkezésének a története meglehetősen szövevényes. A Mahaszangika valamint több másik iskola sem fogadta el a kánon részeként. Voltak iskolák, amelyek viszont az Abhidhamma-pitakába helyezték a Szutta-pitaka 5. gyűjteményét, a Khuddaka-nikáját. Az Abhidhamma páli verziója szigorúan a hínajána iskola részét képezi, amely különbözik más buddhista iskolákétól. A korai iskolák nem jutottak egyezségre a különböző Abhidhamma filozófiákat illetően. A korai buddhizmussal ellentétben az Abhidhamma megjelenésekor már egymástól eltérő irányzatok léteztek. A páli kánon legkorábbi szövegei nem említik az Abhidhammát. Az Első buddhista zsinat sem tesz említést az Abhidhammáról, viszont a másik két pitakáról (Vinaja és Szutta) igen.

## Tartalma
Az Abhidhamma-pitaka hét könyvből áll:
- Dhamma-szanganí Az eszmék rendszere
- Vibhanga Elemzés (Részletezés)
- Dhátu-katha Érzékelemek (Értekezés az elemekről)
- Puggala-pannyatti Személyfogalmak (Jellemtan)
- Kathá-vatthu Vitapontok (szerzője a hagyomány szerint Moggaliputta Tissza)
- Jamaka Párosítások
- Patthána Okviszonyok

## Dhamma-szanganí
A dhammákat, avagy a létezés elemeit sorolja fel. A mű egy ú.n. mátikával (mátrixként fordítják, amely tulajdonképpen a kategóriák jegyzéke) kezdődik, amely a jelenségeket 22 darab háromrétű csoportra (tika) osztja, majd ugyanezeket 100 darab kétrétű (duka) csoportra bontja. A mátiká egy része a Szuttanta mátrix, amely 42 diász jegyzéke a szutták gyűjteményeiből. Ez a könyv ezenfelül az Abhidhamma keretműve is, amely bevezeti a különféle látásmódokat, amelyek alapján a jelenségek besorolhatók. A Dhamma-szanganí négy része a "A Tudat állapotai", amely felsorolja és jellemzi a létező összes tudatállapotot, azok összetevőinek mélyreható meghatározásaival; az "Anyag", amely a különféle anyagi jelenségek felsorolása és kategorizálása; az "Összegzés", amely a szövegekben használt kifejezéseket magyarázza meg; és a "Foglalat", amely az Abhidhamma mátrix további magyarázata.

## Vibhanga
A Vibhanga egy részletes elemzés, amely az első könyvben elhangzottakat fejti ki bővebben. 18 fejezete leírja létezés összetevőit, az érzékelési alapokat, az elemeket, az igazságokat, a képességeket, a függő keletkezést, az éberség alapjait, a végső erőfeszítéseket, a véghezvitel eszközeit, a megvilágosodás tényezőit, a nyolcrétű ösvényt, a dzshánákat, a korlátlanságokat (más néven brahma-vihárák), a kiképzési szabályokat, az elemző ismeretek fajtáit, a szennyezettségeket és a "tanítás szívét", a buddhista világmindenség tömör áttekintését.

## Dhátu-katha
Ez a könyv tárgyalja az elemeket az összetevők, érzékelési alapok és elemek hármas elrendezése szerint. Kísérletet tesz annak eldöntésére, hogy a jelenségek tartalmazzák-e ezt a három kategóriát, és ha igen, milyen mértékben. Azt is vizsgálja, hogy ezek egymáshoz kapcsolódnak vagy egymástól függetlenek.

## Puggala-pannyati
Ez a könyv formálisan meghatározza a különféle személyiségeket. 10 fejezetből áll: az első a pár nélküli személyiségek fajtáival foglalkozik, a második a párba rendezhetőkkel, a harmadik a hármas csoportba rendezhetőkkel, és így tovább.

## Kathá-vatthu
A Kathá-vatthu a korai "hínajána" iskolák közötti ellentétes nézetek leírása valamint a Théraváda látásmód védelme. A művet Moggaliputta Tisszának, a 3. buddhista tanácskozás vezetőjének tulajdonítják. A zsinatot Asóka király hívta egybe Patnában, a Kr. e. 3. század közepén.

## Jamaka
A Jamaka célja az, hogy eloszlassa a félreértéseket, és meghatározza pontosan a fogalmak használatát. Mivel két ellentétes irányból teszi fel a kérdéseket, ezért kapta a "Párok Könyve" elnevezést. Az első kérdéspár például így szól: "Az üdvös jelenségeknek üdvös-e mind a gyökerük is? És az üdvös gyökerekből mindig üdvös jelenségek támadnak?" A könyv 10 fejezete a gyökerek, az összetevők, az észlelési alapok, az elemek, az igazságok, a formációk, a rejtett hajlamok, a tudat, a jelenség és a képességek.

## Patthána
A Patthána a "Kapcsolatok Könyve", amely a jelenségek okságát és kölcsönös összefüggéseit tárgyalja. A különböző jelenségek közötti oksági kapcsolatokat kívánja feltérképezni, egy 24 tagos ok-okozati kapcsolatrendszer (paccsaja) segítségével. A könyv az Abhidhamma mátrix valamennyi jelenségére kiterjeszti ezt az ok-okozati kapcsolatviszonyt. Négy fő része a következő: a pozitív módszer szerinti eredeztetés, a negatív módszer szerinti eredeztetés, a pozitív-negatív módszer szerinti eredeztetés és a negatív-pozitív módszer szerinti eredeztetés. Ezek mindegyikének hat fejezete van: a triádok, a diászok, az egyesített diászok és triádok, az egyesített triádok és diászok, az egyesített triádok és triádok, és az egyesített diászok és diászok eredetéről. A Páli Kánon a 4. zsinaton összeállított, burmai változatának kiadásában a Patthána öt kötetben összesen 2500 oldalt számlál. Hatalmas mérete, valamint filozófiai jelentősége miatt a Mahápakarana, vagyis a "Nagy Értekezés" címet is viseli.

## Magyarul
- Bevezetés a buddhista pszichológiába. Abhidarma pitaka. a Kőrösi Csoma Sándor Buddhista Egyetem jegyzete; összeáll., ford. Migray Emőd; Farkas Lőrinc Imre, Bp., 2003